# 印度高等教育

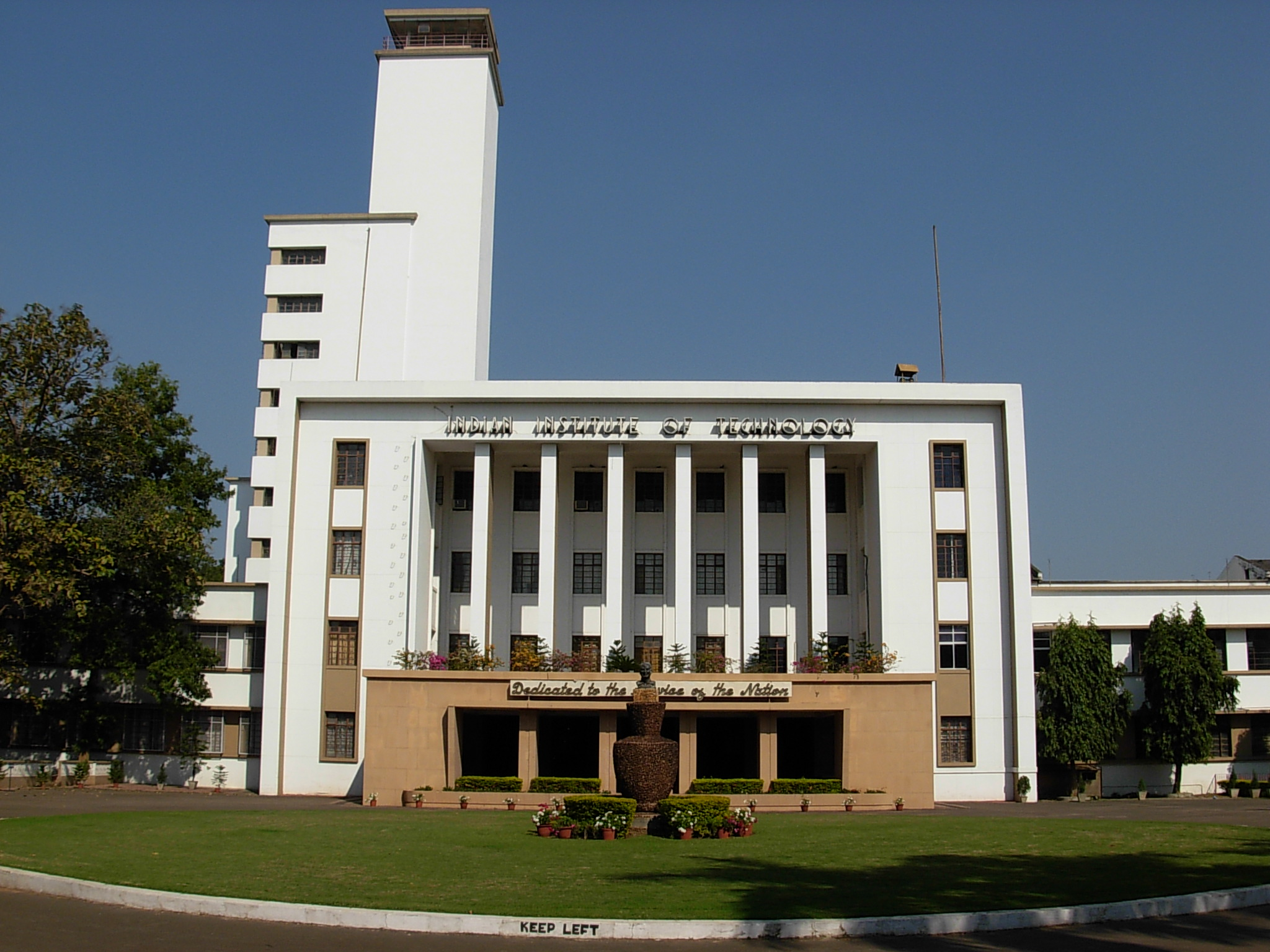
克勒格布爾印度理工學院的研究所主楼（位于西孟加拉邦克勒格布爾）

印度管理研究所亞美達巴德分校位于古吉拉特邦的亞美達巴德

此礼堂属于印度管理研究所加爾各答分校位于 西孟加拉省的加尔各答

印度拥有世界第三大的高等教育系統，緊隨美國和中國之後 。印度主要的管理高等教育的機構是大學撥款委員會，其負責實施管理標準、為政府提供建議和幫助協調中央和地方之間的關係。高等教育的認証權由大學撥款委員會所建立的12個自治機構所有。
2011年印度人口普查表明，全國人口的8.15%也就是6800萬人獲得了高等教育文憑，而中央直轄區昌迪加爾和國家首都轄區德里在畢業率榜單上處於前列，分別是24.65%和22.56%。印度的高等教育系統在2000年1月到2010年11月期間高速擴張，這個期間增加了20000所各类学院和800多萬學生。在2020年，印度有一千多所大學，其中有54所中央大学、416所邦立大學、125所等同大学、159座印度國家重點研究院（详见:印度國家重點研究院列表）。其他單科學院包含政府授學位院校和私授學位院校共39071所，大學撥款委員會2016年的報告表明在這些高等教育機構下共設立了1800所女子學院。自治的學院，有對其授予的學位進行考試的權利，一些院校最高的授位程度是哲學博士；非自治的學院，他們的考試受到其所隸屬的大學的監管。然而，在這些學校中，學位以大學而非學院的名義的授予。
科學和技術是印度高等教育的教育重點。在2004年，印度教育機構由大量的技術研究院組成。遠程教學和開放教育也是印度高等教育系統的特點，其由印度遠程教育理事會看管。英迪拉·甘地国立开放大学是用學生人數排名的世界上最大的大學，在全球有350萬學生。
一些在印度的教育機構，像是国立理工学院、印度理工學院、全印医学科学学院、印度管理學院、国际信息技术研究所、孟買大學和賈瓦哈拉爾·尼赫魯大學的教學質量在國際上廣受稱讚。印度理工學院每年新招生的8000名學生加上該學院歷屆校友也對印度的個私營企業各行業的發展做出了貢獻。但是，印度仍缺乏國際頂尖學府，像是哈佛，劍橋和牛津。
印度高等教育正需要激進的改革。一個專注於施行更高的透明標準、改善職業和學術教育的教育流程和通過加強機構的責任感來使教育專業化的改革。這將會有利於重組的行動和應對在複雜狀態下的工作。在印度，正在興起的信息技術行業教育和建設工程學教育將學生的事業侷限於一個線性的路途中，沒有給給他們機會去探索發現她們的激情所在。在拓寬學生的未來的選擇上，通過增加文科教育進行協調和協作的努力是需要的。